# Coniogramme venusta
Coniogramme venusta là một loài thực vật có mạch trong họ Adiantaceae. Loài này được Ching ex K.H. Shing miêu tả khoa học đầu tiên năm 1981.